# Just the Girl
"Just the Girl" é um single da banda The Click Five lançado em 16 de agosto de 2005, que está presente no álbum Greetings from Imrie House.

## Desempenho nas paradas
| Top                    | Melhor posição |
| ---------------------- | -------------- |
| U.S. Billboard Hot 100 | 11             |
| U.S. Billboard Pop 100 | 8              |